# Круглик (Гадячский район)
Круглик (укр. Круглик) — село,
Харьковецкий сельский совет,
Гадячский район,
Полтавская область,
Украина.
Код КОАТУУ — 5320488204. Население по переписи 2001 года составляло 150 человек.

## Географическое положение
Село Круглик находится в 4-х км от левого берега реки Хорол.
Примыкает к селу Кияшковское, в 0,5 км — село Бутовическое.
По селу протекает пересыхающий ручей с запрудой.

## История
- 1680 — дата основания.